# Truncatella diaphana
Truncatella diaphana is een slakkensoort uit de familie van de Truncatellidae. De wetenschappelijke naam van de soort is voor het eerst geldig gepubliceerd in 1869 door Gassies.